# Raymond Stross
Raymond Stross (* 22. Mai 1916 in Leeds, Vereinigtes Königreich; † 31. Juli 1988 in Beverly Hills, Kalifornien, Vereinigte Staaten) war ein britischer Filmproduzent und Kinobetreiber.

## Leben und Wirken
Stross ging in Abingdon-on-Thames zur Schule, ehe er 1933 zum Film stieß und für Sound City arbeitete. In den folgenden Jahren wirkte er in untergeordneten Funktionen, ehe er sich mit 21 Jahren selbständig machte und mit einem Partner die Sturt Stross Productions gründete. Im selben Jahr 1937 inszenierte er mit dem gering budgetierten Arztdrama “The Reverse be My Lot” auch einen Film. Danach zog sich Stross vorübergehend aus der Filmproduktion zurück und baute mit den Raymond Stross Theatres eine Kinokette auf.
Erst mit Beginn der 1950er Jahre kehrte Stross zur Filmproduktion zurück und konzentrierte sich auf reine Unterhaltungsproduktionen wie Der Mann, der sich selbst nicht kannte, Schuß im Dunkel, Die Burg der Verräter, Ein Alligator namens Daisy, Aufstand im Morgengrauen, 31 Grad im Schatten, The Fox und Gestatten, das sind meine Kohlen!. Dabei handelte es sich überwiegend um dramatische Stoffe, seltener um Komödien. Ende der 1970er Jahre zog sich Raymond Stross mit seiner Ehefrau, der britischen Schauspielerin Anne Heywood, nach Beverly Hills zurück.

## Filmografie
- 1951: Hell is Sold out
- 1952: The Tall Headlines
- 1952: Der Mann, der sich selbst nicht kannte (The Man Who Watched the Trains Go By)
- 1952: Schuß im Dunkel (Rough Shoot)
- 1953: Die Burg der Verräter (Star of India)
- 1955: Hahn im Korb (As Long as They're Happy)
- 1955: Ein Alligator namens Daisy (An Alligator Named Daisy)
- 1956: Jumping for Joy
- 1956: A Touch for the Sun
- 1957: Das Zuhältersyndikat (The Flesh Is Weak)
- 1958: Gegen Sitte und Moral (A Question of Adultery)
- 1959: Hügel des Schreckens (The Angry Hills)
- 1959: Aufstand im Morgengrauen (A Terrible Beauty)
- 1961: Gebrandmarkt (The Mark)
- 1962: Ein Toter sucht seinen Mörder (The Brain)
- 1962: The Very Edge
- 1963: Die Lederjungen (The Leather Boys)
- 1965: 31 Grad im Schatten (Ninety Degrees in the Shade)
- 1967: The Fox
- 1968: Gestatten, das sind meine Kohlen! (Midas Run)
- 1972: I Want What I Want
- 1979: Good Luck, Miss Wyckoff